# Нітра (хокейний клуб)
ХК «Нітра» (словац. HK Nitra) — хокейний клуб з м. Нітра, Словаччина. Заснований у 1926 році. Виступає у Словацькій Екстралізі. 
Чемпіон Словаччини: 2016, 2024.
Чемпіон 1-ї ліги (1984, 1987, 1989, 1992, 1993, 2003).
Володар Континентального кубка: 2022–23
Домашні ігри проводить на «Нітра-Арені» (5,300). Кольори клубу: синій і блакитний.

## Відомі гравці
- Артур Ірбе
- Жигмунд Палффі
- Йозеф Штумпел
- Штефан Ружичка
- Петер Кеніг